# Jan Osterloh
Jan Osterloh (* 1. November 1969 in Ostfriesland) ist ein deutscher Billardspieler.
Osterloh nahm 1992 erstmals an den deutschen Meisterschaften im Billard Artistique teil. In den Jahren 1998, 2003 und 2004 gewann er den Meistertitel und war der einzige Spieler, der in dieser Zeit die Dominanz des Seriensiegers Thomas Ahrens unterbrechen konnte. Seine größten internationalen Erfolge waren ein zehnter Platz bei den Weltmeisterschaften 2002 sowie zwei dritte Plätze 1997 und 2002 beim European Grand Prix in Belgien.
Der hauptberufliche Schreiner, der in Hamburg-Eimsbüttel lebt, beendete 2006 seine Turnierkarriere.